# René Kammerer
Pour les articles homonymes, voir Kammerer.
René Kammerer est l'entraineur de l'Équipe de Suisse de hockey sur glace féminin.